# 史力加！
《史力加！》（英語：Shrek!）是由威廉·斯泰格在1990年創作的繪本，內容是關於一隻年幼怪物在離家見識世界時遇到自己在夢中夢見的年幼怪物。「Shrek」這名字源自德語和意第緒語的「Schreck／Shreck」，解作「害怕、畏懼」。
獲奧斯卡動畫電影獎的《史力加》就是以此繪本為藍本，但主角史力加（Shrek）和公主費歐娜（Fiona）則進化了（相比原著）。

## 目前版本
- Steig, William (1990). Shrek! Sunburst Paperback. ISBN 0-374-46623-8

## 外部連結
- William Steig 的官網介紹這繪本（页面存档备份，存于）